# Книга Рожера

Реконструкція Рожерової карти аль-Ідрісі (1154).

Книга Рожера або Табула Рожеріана (лат.Tabula Rogeriana, араб. نزهة المشتاق في اختراق الآفاق/ал-Кітаб ар-Руджжарі) — карта світу (mappa mundi) і коментар до неї, зроблені мусульманським географом та картографом Мухаммадом аль-Ідрісі в 1154 році, на замовлення норманського короля Сицилії Рожера II.
Карта виготовлена на папері у вигляді срібної планісфери. Повна назва коментаря — «Нузхат ал-Муштак фі-хтірак ал-афакіі» (Відрада того, хто пристрасно бажає перетнути світ). Рожер II замовив виготовлення книги у 1138 році і Аль-Ідрісі працював над цим завданням під час його перебування при дворі норманського короля Сицилії протягом 15 років.
До наших днів дійшли три манускрипти XIV—XV століть з книгою Рожера, з них два — в Національній бібліотеці Франції і один — в Бодліанській бібліотеці в Оксфорді.

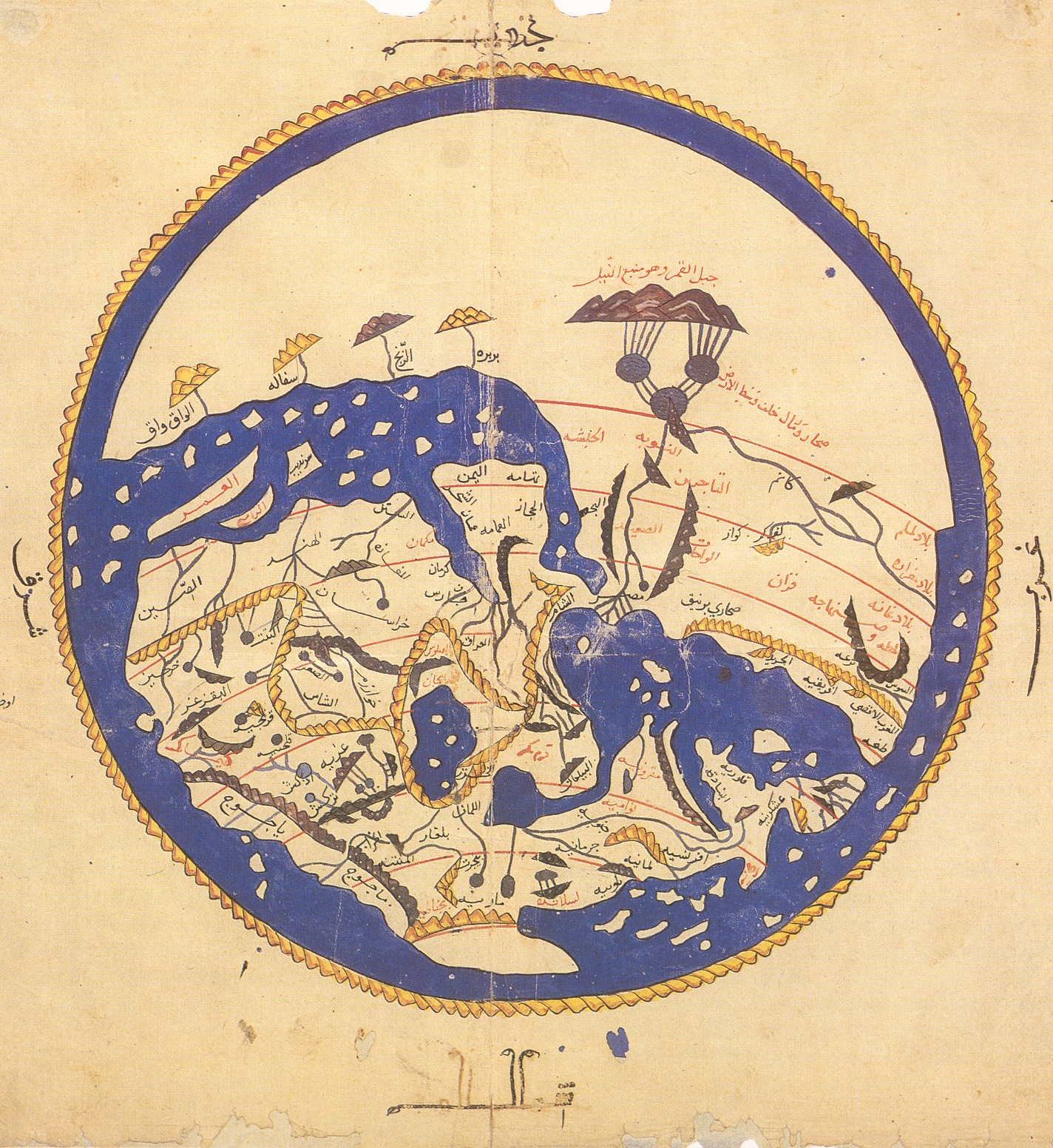
Карта Аль-Ідрісі

У передмові до своєї праці Ідрісі говорить про інтерес короля Рожера до географії та його наказ скласти книгу, яка б узагальнила відомості грецьких і арабських географів. Раніше (як повідомляє сам Ідрісі і арабський біограф XIV століття ас-Сафаді) король наказав відлити з срібла диск з детальною картою світу і скласти паперові карти, слідом за чим і було складено книгу. Рожер не тільки розпитував мандрівників, але й, як стверджує ас-Сафаді, посилав людей в різні країни для збору відомостей.
У вступі Ідрісі називає свої основні джерела: це Птолемей (залежність від якого досить велика) і Орозій з античних авторів, а з арабських: Ібн Хордадбех, ал-Йакуб, Кудама ал-Басрі, ал-Масуді, ал-Джайхані, Ібн Хаукаль, а також погано відомі Джана ібн Хакан ал-Кимаки, Муса ібн Касим ал-Караді і Ісхак ібн ал-Хасан ал-Мунаджжім.
На початку твору дається загальний опис Землі, вона ділиться на сім кліматів (широтних зон), а кожен з них — на 10 зон із заходу на схід. Таким чином, 70 секцій твору пов'язані з 70 доданими картами. За підрахунками К. Міллера, на картах нанесено близько 2500 найменувань об'єктів, а в тексті — більше 6 000. Зокрема, опис країни ар-Русіййа (Русь) включено в 5 секцію VI клімату і 4 і 5 секції VII клімату і містить назви понад 20 міст.

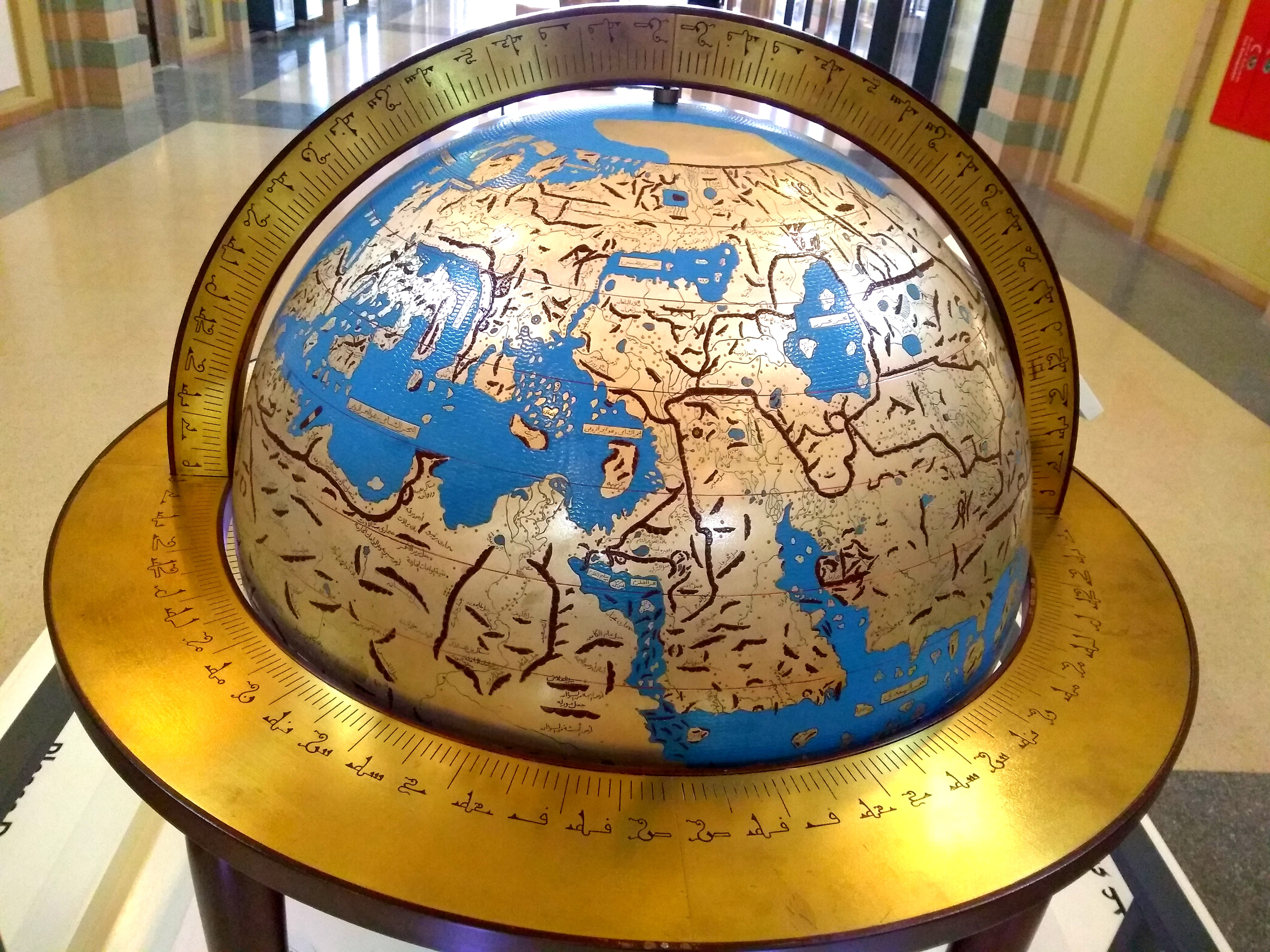
Проєкція карти Аль-Ідрісі на глобусі

У розділі опис району Балтійського моря, згадана країна Astlanda, тобто Естляндія, і говориться: «До міст Астланда відноситься також місто Колуван (Quoluwany). Це маленьке місто на зразок великої фортеці. Жителі його хлібороби, і їх дохід мізерний, але у них багато худоби». Це перша в історії згадка Таллінна.

## Українські землі на картах аль-Ідрісі
Пам'яткою світової картографії є карта світу 1154 p. аль-Ідрісі. Цю велику мапу (у вигляді срібної півкулі на папері) відомої на той час частини світу було складено за результатами мандрівок. Конрад Міллер у 1928 р. зробив латинізовану копію карти аль-Ідрісі. Карта аль-Ідрісі подає не тільки територіальне розміщення України, а й уперше на карті міститься назва «Rusia» (Русія, Русь). На карті написи — «Ard al Rusia» — земля Русії (територія Правобережної та Лівобережної України), «muttasil ard al Rusia» — з'єднана земля Русії, «minal Rusia al tuani» — від Русії залежні. Позначено та підписано річки — Дніпро, Дністер, Дунай, а також Київ (Kiau) та інші українські міста.
У тексті до карти аль-Ідрісі подає:
|  | А щодо країни Русь, то вона велика, народів мало і (вони) відмежовані. Між містами великі відстані й незаселені землі. Руси раз у раз воюють між собою і з ближніми сусідами... |

Перевернута географічна карта світу, складена аль-Ідрісі, перевершувала за точністю всі середньовічні аналоги. Північ на ній поміщено внизу, а Африка — вгорі. Населений світ розділений на сім секторів від екватора до північної сніжної пустелі. Карта зберігала популярність в Італії аж до XV століття, коли її в своїй роботі використовував венецієць Фра Мауро.